# 林天祐
林天祐（1913年12月18日—1995年8月7日），臺大醫院外科醫生、教授，以對肝病研究聞名，並有以其為名的研究基金會。

## 生平
林天祐為1913年12月18日生於臺北，學生時因想當訓導老師和作家，便考入臺北第二師範學校，但發現志趣不合，四年級時重考入臺北醫學專門學校。
1936年，林天祐從台北醫學專門學校畢業後，入臺北帝國大學附屬醫院外科部，師從沢田平一郎，從講師開始作起。在超音波手術吸引儀未出現前，林天祐獨創以手指壓碎肝臟病變並壓住血管進行結紮的技術。在他認定以外科手術切除肝臟生瘤生癌成功率可達百分之九十五以上後，1963年6月1日便在臺大醫院開設肝病特別門診。
林天祐在外科任內，培育洪啟仁、李俊仁等人。林天祐建立起臺大醫院外科朝會制度、及完善住院醫師訓練。陳楷模回憶林教授為了學生病歷寫不好，將病歷丟出窗外。1964年，林天祐成為臺大醫院第一位施行開心手術的醫生。1977年，林天祐與剛從明尼蘇達大學醫學院學成歸來的學生李治學合作，成功分離出肝癌的癌胚抗原。
對於許多同儕都留任到七十歲退休，林天祐因不願占弟子們的教授缺，主動在六十四歲辦退休。退休後，他投入和歌和繪畫，遊走臺北各大飯店咖啡廳。光是他的畫冊就有《小螞蟻的足音》、《幻想之旅》、《餘生的腳印》。但他對肝癌研究繼續發表論文，最後一篇則是1987年寫的〈肝癌外科治療三十一年經驗〉。對醫學的回憶錄，有《象牙之塔春秋記》、《杏林生涯雲和月》、《象牙之塔夢迴錄》這三本書。
林天祐也曾因為對射箭的專精，擔任過中華射箭協會理事長。但是1992年1月27日，他糖尿病病發，之後就半失明。9月28日，教師節，學生們成立林天祐肝癌研究基金會。當天，舉辦一連串的學術演講等慶生活動，並在會後將蒐集所得結合相關文字及畫作編纂《沈默的巨人》紀念專輯。此基金會為林天祐吩咐陳楷模創辦，以邀請對肝癌研究有成之學者參與發表最新研究，完全不收取任何參加費用。
1995年8月7日晚上，林天祐在臺大醫院病房突發心臟衰竭，於晚上7點40分宣告不治。

## 外部連結
- 財團法人林天祐醫學研究基金會 （页面存档备份，存于）